# Folkeafstemningen om republik i Australien
Folkeafstemningen om republik i Australien fandt sted lørdag den 6. november 1999. I afstemningen, der blev udskrevet 12. august samme år, blev australierne spurgt, om de ønskede at erstatte den britiske monark (Elizabeth II) som statsoverhoved for Australien med en præsident. Forslaget endte med at blive stemt ned med 54,22% af stemmerne (5.307.181 stemmer) mod 44,87% af stemmerne (4.391.587 stemmer). Der var stemmepligt i forbindelse med afstemningen.
Præsidenten skulle i givet fald vælges af den australske premierminister, der dog ville skulle have støtte fra et flertal på 2/3 i parlamentet. Den senere premierminister, Malcolm Turnbull (der lige var blevet valgt om leder af det daværende opposisionsparti, Det Liberale Parti), der stod bag afstemningen, foreslog dog i 2008, at man ventede med en ny afstemning til efter Elizabeth II's død eftersom tronfølgeren, Charles var upopulær i Australien.

## Målinger
Op til afstemningen viste en måling, at 33% ville stemme "ja", mens 41% ville stemme "nej". 26% var fortsat i tvivl. Andre målinger viste, at opbakningen til en republik var faldet fra 49% til 41% på en måned, mens en anden måling viste et fald fra 43% til 33% - også på en måned. I flere år havde målinger ellers vist, at der var 2/3 opbakning i befolkningen til, at monarkiet skulle erstattes med en republik, men det, der blev tilbudt, var, som ovenfor nævnt, en præsident, der skulle vælges af premierministeren, men folket ønskede en folkevalgt præsident. Dette førte til, at også republikanere ville stemme imod. Det vurderedes, at 15% af den australske befolkning var tilhængere af kongehuset.
I 2014 viste en måling, citeret i avisen Sydney Morning Herald, at 39,4% støtter, at Australien skal være en republik, 41,6 er imod, mens 19% er i tvivl. Dette er den laveste opbakning i tyve år.

## Fremtiden
Efter afstemningen var der igen flertal for republik, men fortsat uenighed om, hvorvidt denne skulle vælges af premierministeren eller af folket. Efterfølgende er støtten til kongehuset dog steget igen. Pr. 2016 havde syv ud af otte ledere af de australske delstater og territorier støttet en erklæring om, at Australien burde have et australsk statsoverhoved (altså en præsident). Kun lederen af Western Australia havde ikke skrevet under på dokumentet, der derudover havde opbakning fra premierminister Malcolm Turnbull og opposisionslederen Bill Shorten.